# Ceglie Messapica
Ceglie Messapica es una localidad italiana de la provincia de Brindisi, región de Apulia, con 20.706 habitantes.

## Evolución demográfica
| Gráfica de evolución demográfica de Ceglie Messapica entre 1861 y 2001 |
|                                                                        |
| Fuente ISTAT - elaboración gráfica de Wikipedia                        |